# Valpromide
Le valpromide (Depamide) est un médicament antiépileptique, utilisé en association pour traiter certaines épilepsies avec manifestations psychiatriques. Il est aussi employé dans le traitement de psychoses maniaco-dépressives ou d'états agressifs. Il augmente les quantités d'acide gamma-aminobutyrique (GABA), neurotransmetteur inhibiteur de l'activité nerveuse, en inhibant sa dégradation.
Il s'agit d'une "prodrug" de l'acide valproïque, commercialisé sous le nom de DEPAKOTE®. 
Il est commercialisé sous le nom Depamide par Sanofi Aventis.